# FC Eilenburg
Der FC Eilenburg ist ein Fußballverein aus dem sächsischen Eilenburg. Die Farben des Vereins sind Blau-Rot. Der FCE bezeichnet sich als größten und erfolgreichsten Fußballverein im Landkreis Nordsachsen.

## Geschichte

### 1912–1944
Der Verein sieht sich ausweislich seiner Vereinssatzung in der Tradition des am 14. April 1912 in der Eilenburger Schankwirtschaft „Zur Torgauer Höhe“ von acht Minderjährigen gegründeten FC 1912 Eilenburg.
Aufgrund einer Fusion benannte sich der Verein 1919 in „Spielvereinigung 1912 Eilenburg“ um. In der Weimarer Zeit war die Spielvereinigung zumeist in der 2. Klasse des Gaus Nordwestsachsen im Verband Mitteldeutscher Ballsportvereine (VMBV) vertreten. Innerhalb der Stadt konnte sie als bürgerlicher Verein jedoch weder die Spielstärke noch die Beliebtheit der im ATSB organisierten Sportvereinigung Vorwärts Eilenburg erreichen.
Nach der Machtübernahme durch die Nationalsozialisten und dem Vorwärts-Verbot waren die „Zwölfer“, nunmehr im Kursachsen-Kreis (Gau Mitte) spielend, für kurze Zeit die Nummer 1 der Stadt. Da jedoch die Vorwärts-Sportler nach und nach zur Reichsbahnsportgemeinschaft (RB) Eilenburg wechselten, verlor die Spvg. 1912 Mitte der 1930er-Jahre diesen Status wieder. Im Juli 1939 fusionierten schließlich die Zwölfer und RB, wobei der Spielbetrieb als RB Eilenburg weitergeführt wurde. Den größten Erfolg erreichte dieser Verein 1943 mit dem Gewinn des Kursachsen-Meistertitels. Aufgrund der kriegsbedingten Umstände wurde das letzte Spiel am 14. November 1944 ausgetragen – danach wurde die Mannschaft abgemeldet.

### 1945–1990
Nach dem Zusammenbruch des Naziregimes wurden in Deutschland alle bis dahin bestehenden Vereine verboten. Die Löschung des Reichsbahnsportvereins im Vereinsregister erfolgte am 14. Mai 1946. Dennoch wurde auch in Eilenburg weiter Fußball gespielt. Ein Großteil der früheren Reichsbahnsportgemeinschaft fand sich Ende der 1940er-Jahre in der Mannschaft der Betriebssportgemeinschaft (BSG) Fortschritt Eilenburg wieder, deren Trägerbetrieb die Eilenburger Fortschrittwerke waren. Einen beachtlichen Erfolg errang die Mannschaft am 3. August 1949. In der Kampfbahn „Am Zoo“ besiegten die Eilenburger im Endspiel des Landes-Pokals die Vertretung der BSG Waggonbau Dessau mit 3:1 und wurde auf diese Weise erster FDGB-Landespokalsieger von Sachsen-Anhalt. Gemeinsam mit den Dessauern qualifizierte sich die BSG Fortschritt auch für den 1949 erstmals ausgetragenen Ostzonen-weiten FDGB-Fußballpokal-Wettbewerb. Während die Dessauer den Pokal gewannen, schied Fortschritt Eilenburg im Viertelfinale nach einer 1:3-Niederlage beim Zweitligisten BSG Carl Zeiss Jena aus.
1949/50 war die BSG Fortschritt Eilenburg ebenfalls Zweitligist und erreichte zum Saisonende in der Südstaffel der Landesklasse von Sachsen-Anhalt Platz sechs. Am 1. Juli 1950 übernahm der VEB Eilenburger Celluloid-Werk die Trägerschaft für die Betriebssportgemeinschaft, die danach den Namen BSG Chemie Eilenburg führte. Sie spielte bis 1952 weiter in der inzwischen drittklassigen Landesklasse (Einführung der DDR-Liga). Im Sommer 1952 wurden in der DDR die Länder zugunsten von Bezirken abgeschafft, was zur Folge hatte, dass auch das DDR-Fußball-Ligensystem geändert werden musste. An die Stelle der Landesklassen traten die drittklassigen Bezirksligen, Eilenburg wurde zur Saison 1952/53 in die Bezirksliga Leipzig eingegliedert. Dort war die BSG Chemie zunächst drei Spielzeiten lang vertreten, ehe sie 1955 in die Bezirksklasse Leipzig absteigen musste. Diese war nach Schaffung der II. DDR-Liga bis 1963 fünftklassig. Bis 1988 wechselten die Eilenburger, die zwischen 1972 und 1976 eine Spielgemeinschaft mit der Armeesportgemeinschaft Vorwärts Eilenburg (SpG Chemie/Vorwärts Eilenburg) bildeten, zwischen Bezirksklasse und Bezirksliga. 1978 wurde die BSG Chemie als Bezirksligist durch einen 5:4-Sieg nach Verlängerung über die BSG Lok Delitzsch Bezirkspokalsieger und nahm am DDR-weiten Fußballpokal-Wettbewerb 1978/79 teil. Dort unterlag sie zuhause dem Hallenser Bezirksligisten BSG Stahl Thale mit 0:2 im Elfmeterschießen. 1988 stieg die BSG Chemie Eilenburg aus der Bezirksklasse ab, in die sie bis zum Ende des DDR-Fußballspielbetriebes 1991 nicht mehr zurückkehrte.

### Seit 1990
Nachdem das Chemiewerk nach der politischen Wende 1990 die Trägerschaft für die Betriebssportgemeinschaft eingestellt hatte, gründeten BSG-Mitglieder im gleichen Jahr den eingetragenen Verein FSV Grün-Weiß Eilenburg. 1998 wurde dieser sächsischer Hallenlandesmeister und unter Trainer Joachim Fritzsche Zweiter der Bezirksliga. Dies konnte jedoch nicht darüber hinwegtäuschen, dass der Verein in Eilenburg hinter dem mittlerweile zweimaligen Bezirksmeister MFC Eilenburg (hervorgegangen aus dem Mörtitzer SV) in der Stadt erneut nur die Nummer 2 war. Nachdem auch im Folgejahr der Aufstieg in die Landesliga verpasst wurde und sich auch die BSG Lok 1998 bereits dem MFC angeschlossen hatte, kam es 2001 zur Fusion.

Ehemaliges Logo

Als FC Eilenburg spielt der Verein seither in der Spitze des sächsischen Fußballs eine sehr gute Rolle. 2004 gelang unter Trainer Martin Polten der Gewinn des Hallenlandesmeistertitels, der Gewinn des Sachsenmeistertitels und der Aufstieg in die Fußball-Oberliga Nordost, in der sich der Verein fünf Jahre halten konnte. Größter Erfolg war dabei Platz drei in der Serie 2006/07 vor ostdeutschen Traditionsvereinen wie dem FC Sachsen Leipzig, dem Halleschen FC oder dem FSV Zwickau. Ab der Saison 2009/10 spielt der Verein wieder in der Landesliga Sachsen. In der Saison 2016/17 gelang dem FC Eilenburg der erneute Aufstieg in die Oberliga. In der Saison 2019/20 qualifizierte sich der Verein nach Siegen gegen die SpVgg Reinsdorf-Vielau (4:0), den VfB Fortuna Chemnitz (4:3), die BSG Chemie Leipzig (1:0), den LSV Neustadt/Spree (5:1) und den 1. FC Lokomotive Leipzig (1:0) für das Finale des sächsischen Landespokals. Dort unterlag der FC Eilenburg am 22. August 2020 im Finale, das im Ilburg-Stadion ausgetragen wurde, gegen den Chemnitzer FC mit 1:2 und verpasste so knapp die Qualifikation für die 1. Runde des DFB-Pokals. Nachdem 2021 die Saison aufgrund der COVID-19-Pandemie abgebrochen werden musste, stieg der Verein als Staffelerster in die Regionalliga Nordost der Serie 2021/22 auf, aus der Eilenburg direkt wieder abstieg. In der Saison 2022/23 folgte der sofortige Wiederaufstieg in die Regionalliga Nordost.

## Mannschaft – Kader der Saison 2025/26
Stand: 12. August 2025
| Nr.        | Nat.                 | Spieler                 | Geboren    | im Verein seit | vorheriger Verein        |     |     |
| Tor        | Tor                  | Tor                     | Tor        | Tor            | Tor                      | Tor | Tor |
| ---------- | -------------------- | ----------------------- | ---------- | -------------- | ------------------------ | --- | --- |
| 01         | Deutschland          | Niclas Edelmann         | 02.05.2003 | 2024           | FSV Schöningen           |     |     |
| 12         | Deutschland          | Jakob Pieles            | 17.09.1994 | 2025           | VFC Plauen               |     |     |
| Abwehr     |                      |                         |            |                |                          |     |     |
| 04         | Deutschland          | Vincent Zaruba          | 15.01.2004 | 2024           | HNK Vukovar 1991         |     |     |
| 05         | Deutschland          | Adrian Jarosch          | 02.04.2001 | 2022           | FSV Union Fürstenwalde   |     |     |
| 13         | Deutschland          | Tom Fischer             | 13.04.2001 | 2025           | VFC Plauen               |     |     |
| 18         | Deutschland          | Marcus Niemitz          | 14.10.2000 | 2024           | TSG Neustrelitz          |     |     |
| 19         | Deutschland Kanada   | Patrick Aguilar Alvarez | 10.07.2001 | 2022           | FC Rot-Weiß Erfurt       |     |     |
| 20         | Deutschland          | Kurt Pestel             | 17.04.2005 | 2025           | FC Ingolstadt 04         |     |     |
| 30         | Deutschland          | Franco Schädlich        | 16.04.2004 | 2025           | FC Erzgebirge Aue        |     |     |
| Mittelfeld |                      |                         |            |                |                          |     |     |
| 08         | Deutschland          | Joel Ampadu             | 08.01.2003 | 2025           | FC Würzburger Kickers    |     |     |
| 10         | Deutschland          | Noah Baumann            | 28.02.2002 | 2021           | FC Erzgebirge Aue        |     |     |
| 14         | Deutschland          | Moritz Kretzer          | 27.11.1997 | 2023           | VFC Plauen               |     |     |
| 23         | Deutschland          | Aaron Henkel            | 29.07.2006 | 2025           | FC Erzgebirge Aue        |     |     |
| 27         | Deutschland          | Tom Weiß                | 26.02.2002 | 2024           | Rostocker FC             |     |     |
| 29         | Deutschland          | Michael Schlicht        | 13.11.1993 | 2022           | 1. FC Lokomotive Leipzig |     |     |
| Angriff    |                      |                         |            |                |                          |     |     |
| 07         | Kosovo Deutschland   | Arlind Shoshi           | 02.05.1997 | 2024           | ZFC Meuselwitz           |     |     |
| 09         | Deutschland          | Corvin Kosak            | 27.12.2004 | 2025           | Greifswalder FC          |     |     |
| 11         | Deutschland          | Niklas Borck            | 06.08.2003 | 2022           | 1. FC Lokomotive Leipzig |     |     |
| 17         | Deutschland          | Jeronimo Mattmüller     | 07.11.2002 | 2025           | SV Lichtenberg 47        |     |     |
| 21         | Deutschland          | Nick Poser              | 07.08.2002 | 2025           | VfB Germania Halberstadt |     |     |
| 22         | Deutschland Mosambik | Benjamin Luis           | 05.08.1999 | 2022           | BSG Chemie Leipzig       |     |     |
| 42         | Deutschland          | Julian Stephan          | 18.02.2007 | 2024           | FC Erzgebirge Aue        |     |     |

## Stadion

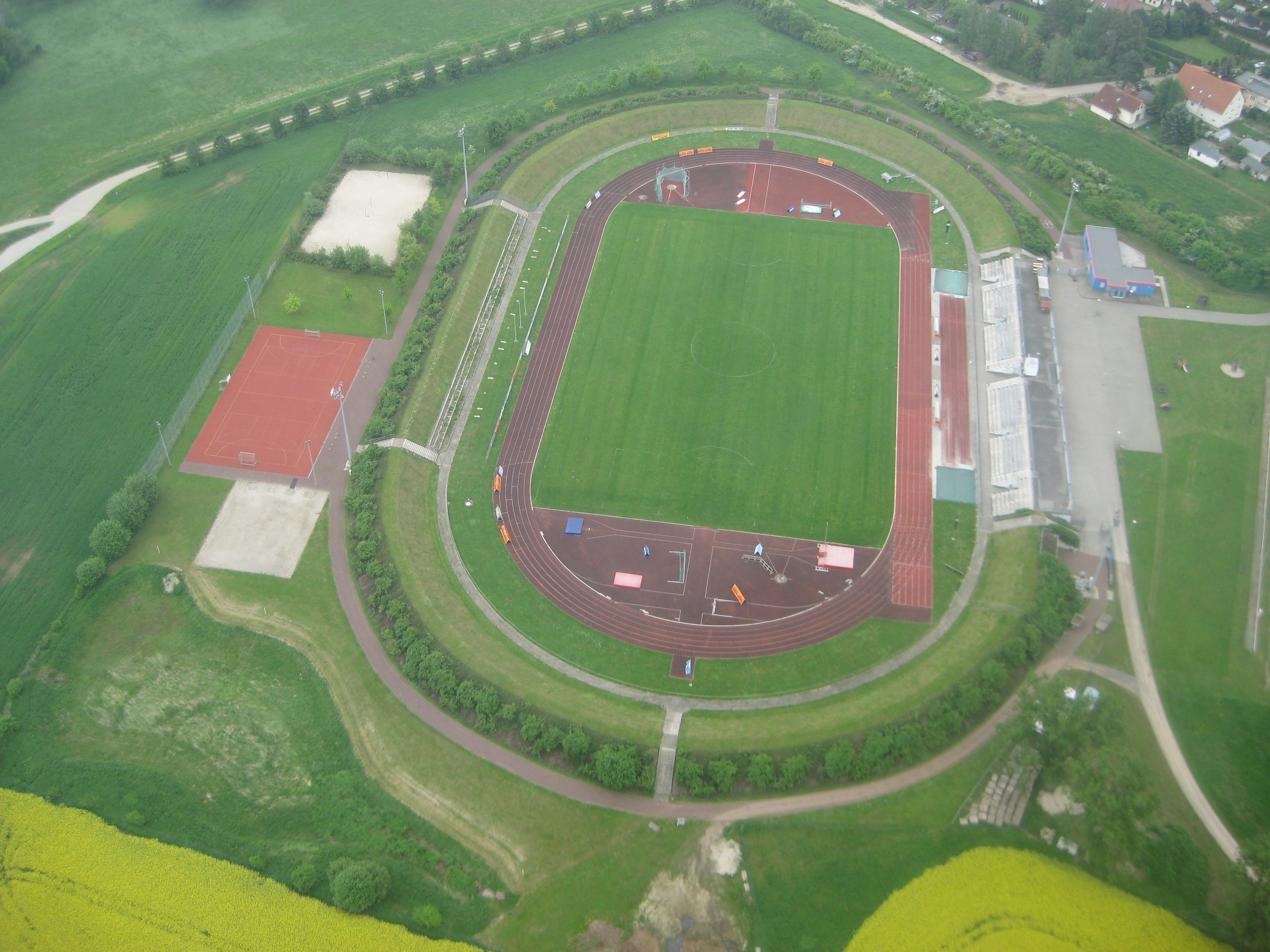
Ilburg-Stadion

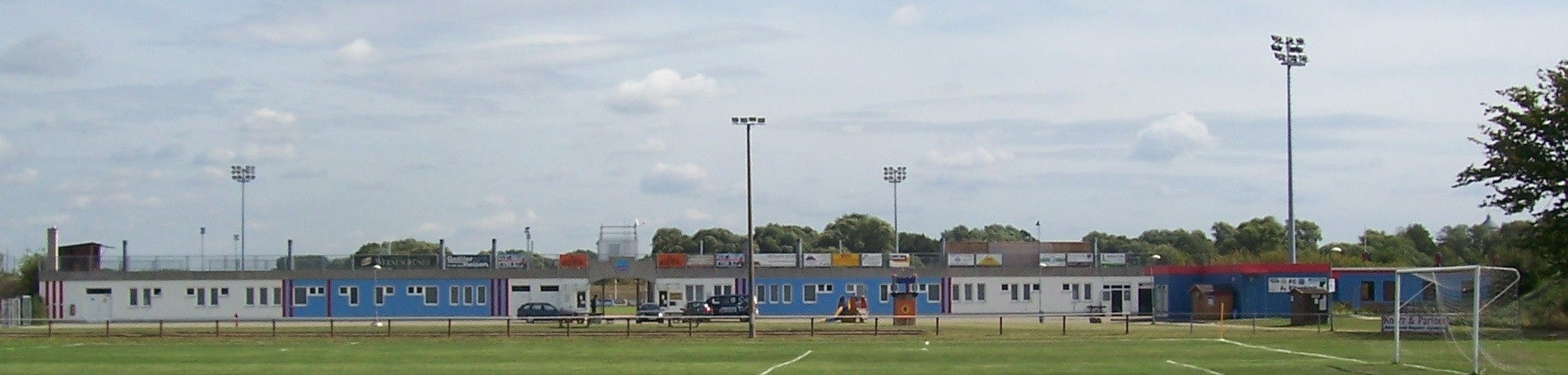
Front des Ilburg-Stadions

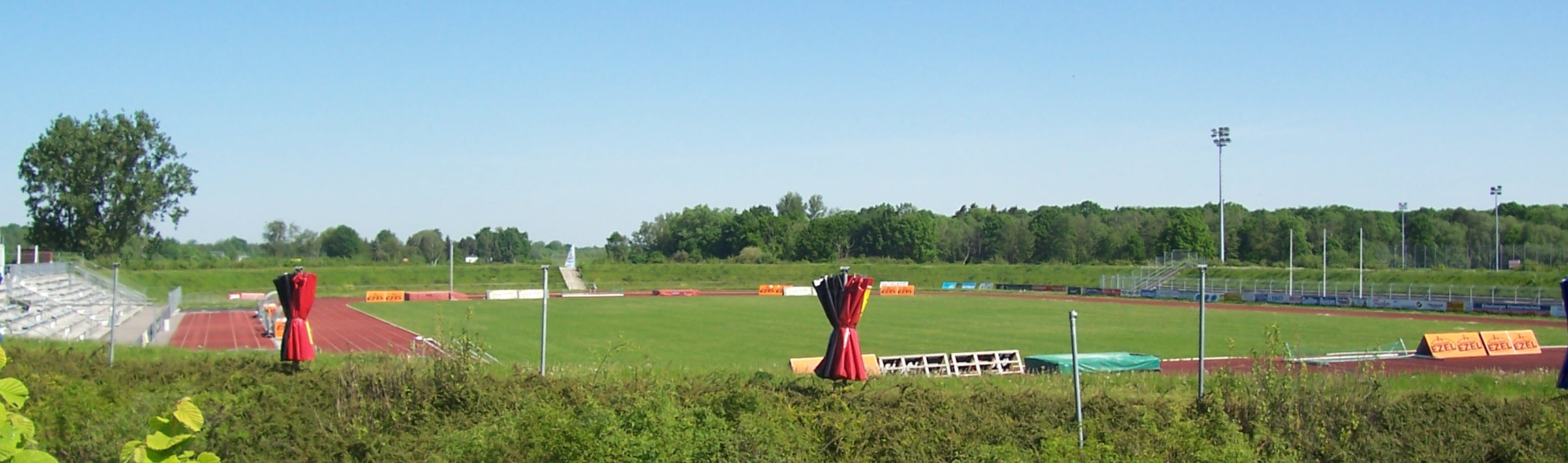
Ilburg-Stadion

Der FC Eilenburg trägt die Heimspiele seiner ersten Männermannschaft im Ilburg-Stadion aus. Dieses Stadion verfügt über 5600 Plätze, davon 443 Sitzplätze (253 überdacht). Es ist mit einer Flutlichtanlage ausgestattet. Die Spiele der Nachwuchsmannschaften finden im Sparkassen-Fußball-Zentrum auf zwei Rasen- und einem Kunstrasenplatz unweit des Ilburg-Stadions statt.

## Ligazugehörigkeit
| Zeitraum  | Liga                           |
| --------- | ------------------------------ |
| 1990–1993 | Bezirksliga Leipzig            |
| 1993–1994 | Landesliga Sachsen             |
| 1994–1997 | Bezirksliga Leipzig            |
| 1997–2004 | Landesliga Sachsen             |
| 2004–2009 | Oberliga Nordost (Staffel Süd) |
| 2009–2017 | Landesliga Sachsen             |
| 2017–2021 | Oberliga Nordost (Staffel Süd) |
| 2021–2022 | Regionalliga Nordost           |
| 2022–2023 | Oberliga Nordost (Staffel Süd) |
| 2023–     | Regionalliga Nordost           |

## Statistik
| Saison    | Liga         | Platz | Tore  | Punkte |
| 1990/91   | Bezirksliga  | 03.   | 54:30 | 038:18 |
| 1991/92   | Bezirksliga  | 07.   | 62:47 | 033:27 |
| 1992/93   | Bezirksliga  | 01.   | 70:25 | 049:11 |
| 1993/94   | Landesliga   | 13.   | 26:57 | 016:36 |
| 1994/95   | Bezirksliga  | 05.   | 53:28 | 036:24 |
| 1995/96   | Bezirksliga  | 06.   | 58:42 | 0044   |
| 1996/97   | Bezirksliga  | 01.   | 71:30 | 0068   |
| 1997/98   | Landesliga   | 14.   | 43:71 | 0027   |
| 1998/99   | Landesliga   | 08.   | 55:54 | 0043   |
| 1999/2000 | Landesliga   | 07.   | 56:45 | 0046   |
| 2000/01   | Landesliga   | 12.   | 35:39 | 0028   |
| 2001/02   | Landesliga   | 05.   | 44:27 | 0047   |
| 2002/03   | Landesliga   | 03.   | 48:27 | 0056   |
| 2003/04   | Landesliga   | 01.   | 68:25 | 0060   |
| 2004/05   | Oberliga     | 12.   | 42:52 | 0041   |
| 2005/06   | Oberliga     | 12.   | 32:39 | 0031   |
| 2006/07   | Oberliga     | 03.   | 45:32 | 0055   |
| 2007/08   | Oberliga     | 12.   | 42:48 | 0034   |
| 2008/09   | Oberliga     | 14.   | 28:46 | 0027   |
| 2009/10   | Landesliga   | 03.   | 55:27 | 0064   |
| 2010/11   | Landesliga   | 05.   | 56:40 | 0054   |
| 2011/12   | Landesliga   | 12.   | 30:37 | 0034   |
| 2012/13   | Landesliga   | 10.   | 31:31 | 0038   |
| 2013/14   | Landesliga   | 02.   | 62:32 | 0065   |
| 2014/15   | Landesliga   | 06.   | 49:33 | 0049   |
| 2015/16   | Landesliga   | 06.   | 50:43 | 0048   |
| 2016/17   | Landesliga   | 01.   | 74:27 | 0068   |
| 2017/18   | Oberliga     | 05.   | 50:32 | 0050   |
| 2018/19   | Oberliga     | 03.   | 62:36 | 0057   |
| 2019/20 1 | Oberliga     | 05.   | 35:25 | 0030   |
| 2020/21 2 | Oberliga     | 01.   | 22:9  | 0020   |
| 2021/22   | Regionalliga | 16.   | 41:79 | 0033   |
| 2022/23   | Oberliga     | 01.   | 65:33 | 0071   |
| 2023/24   | Regionalliga | 16.   | 42:60 | 0036   |
| 2024/25   | Regionalliga | 16.   | 44:62 | 0032   |

Farblegende: – Aufstieg, – Abstieg

## Personen

### Trainerhistorie
Eine chronologische Übersicht über die Trainer des Vereins seit 1990.
| Amtszeit            | Trainer              |
| ------------------- | -------------------- |
| 00.0000 bis 12.1994 | Gerd Stephan         |
| 01.1995 bis 06.1996 | Hans-Joachim Hobusch |
| 07.1996 bis 10.1997 | Gerd Stephan         |
| 11.1997 bis 12.2001 | Jörg Wunderlich      |
| 01.2002 bis 06.2002 | Hans-Joachim Klinger |
| 07.2002 bis 06.2005 | Martin Polten        |
| 07.2005 bis 11.2005 | Frank Pohl           |
| 11.2005 bis 06.2006 | Wolfgang Letzian     |
| 07.2006 bis 05.2008 | Joachim Steffens     |
| 05.2008 bis 06.2008 | Carsten Hänsel       |
| 07.2008 bis 11.2008 | Roman Müller         |

| Amtszeit            | Trainer          |
| ------------------- | ---------------- |
| 11.2008 bis 12.2008 | Carsten Hänsel   |
| 01.2009 bis 05.2009 | Thomas Matheja   |
| 05.2009 bis 06.2010 | Carsten Hänsel   |
| 07.2010 bis 06.2011 | Béla Virág       |
| 07.2011 bis 06.2012 | Rico Winkler     |
| 07.2012 bis 06.2013 | Olaf Schaller    |
| 07.2013 bis 08.2015 | Tomislav Piplica |
| 08.2015 bis 06.2022 | Nico Knaubel     |
| 07.2022 bis 06.2025 | Sascha Prüfer    |
| seit 07.2025        | Kevin Rodewald   |

kursiv: Interimstrainer

### Bekannte Spieler
- Silvio Adzic (2009)
- Markus Aerdken (2003–2004)
- Noah Baumann (2021–)
- Heinz Bernhardt (–1949)
- Christopher Bibaku (2023–2024)
- Maik Georgi (2022)
- Wilfried Gröbner (1958–1967)
- Sebastian Heidel (2014–2021)
- Besian Idrizaj (2009)
- Maik Kischko (2001–2004)
- Hans-Jörg Leitzke (1996–1999)
- Tomislav Piplica (2012–2013)
- Danny Röhl (2009)
- Franco Schädlich (2025–)
- Michael Schlicht (2022–)
- Béla Virág (2009–2010)
- Gottfried Weber (–1951)